# Belgisch kampioenschap dammen
Het Belgisch kampioenschap dammen is het damkampioenschap van België en wordt georganiseerd door de Koninklijke Belgische Dambond. 
Recordkampioen is Oscar Verpoest met 19 titels gevolgd door zijn broer Hugo Verpoest (18).

## Tabel van de nummers 1, 2 en 3
| Jaar | Goud                | Zilver              | Brons               |
| ---- | ------------------- | ------------------- | ------------------- |
| 1932 | Jean Schwank        | Georges Havaert     | Arthur Vandenberghe |
| 1933 | Georges Havaert     | Joseph Demesmaecker | Frans Anthonissen   |
| 1934 | Joseph Demesmaecker | Pol De Lodder       | A. Noel             |
| 1935 | Léon Vaessen        | Frans Claessens     | Karel Bordon        |
| 1936 | Léon Vaessen        | Georges Havaert     | Karel Bordon        |
| 1937 | Karel Bordon        | Georges Havaert     | Léon Vaessen        |
| 1938 | Frans Claessens     | Georges Havaert     | Pauwels             |
| 1939 | Karel Bordon        | Frans Claessens     | Jeau Croteux        |
| 1946 | Léon Vaessen        | Oscar Verpoest      | Karel Bordon        |
| 1947 | Oscar Verpoest      | Joseph Demesmaecker | Léon Vaessen        |
| 1948 | Joseph Demesmaecker | Oscar Verpoest      | Léon Vaessen        |
| 1949 | Oscar Verpoest      | Joseph Demesmaecker | Léon Vaessen        |
| 1950 | Léon Vaessen        | Oscar Verpoest      | Jeau Croteux        |
| 1951 | Oscar Verpoest      | Léon Vaessen        | Maurice Verleene    |
| 1952 | Oscar Verpoest      | Léon Vaessen        | Georges Havaert     |
| 1953 | Oscar Verpoest      | Joseph Demesmaecker | Théo Goyaerts       |
| 1954 | Oscar Verpoest      | Hugo Verpoest       | Jeau Croteux        |
| 1955 | Oscar Verpoest      | Joseph Demesmaecker | Léon Vaessen        |
| 1956 | Oscar Verpoest      | Hugo Verpoest       | Léon Vaessen        |
| 1957 | Hugo Verpoest       | Léon Vaessen        | Joseph Demesmaecker |
| 1958 | Oscar Verpoest      | Hugo Verpoest       | Léon Vaessen        |
| 1959 | Oscar Verpoest      | Hugo Verpoest       | Léon Vaessen        |
| 1960 | Hugo Verpoest       | Antoine Slaby       | Léon Vaessen        |
| 1961 | Hugo Verpoest       | Léon Vaessen        | Antoine Slaby       |
| 1962 | Maurice Verleene    | Joseph Demesmaecker | Antoine Slaby       |
| 1963 | Hugo Verpoest       | Antoine Slaby       | Joseph Demesmaecker |
| 1964 | Hugo Verpoest       | Maurice Verleene    | Frans Claessens     |
| 1965 | Hugo Verpoest       | Jeau Croteux        | Léon Vaessen        |
| 1966 | Hugo Verpoest       | Joseph Demesmaecker | Oscar Verpoest      |
| 1967 | Hugo Verpoest       | Maurice Verleene    | Oscar Verpoest      |
| 1968 | Hugo Verpoest       | Oscar Verpoest      | Roger Kleinmann     |
| 1969 | Oscar Verpoest      | Léon Vaessen        | Frans Claessens     |
| 1970 | Hugo Verpoest       | Oscar Verpoest      | Antoine Slaby       |
| 1971 | Hugo Verpoest       | Oscar Verpoest      | Antoine Slaby       |
| 1972 | Oscar Verpoest      | Roger Kleinmann     | Hugo Verpoest       |
| 1973 | Hugo Verpoest       | Oscar Verpoest      | Gregoire Michel     |
| 1974 | Hugo Verpoest       | Oscar Verpoest      | Roger Kleinmann     |
| 1975 | Oscar Verpoest      | Hugo Verpoest       | Frans Claessens     |
| 1976 | Oscar Verpoest      | Hugo Verpoest       | Frans Claessens     |
| 1977 | Oscar Verpoest      | Hugo Verpoest       | Gregoire Michel     |
| 1978 | Hugo Verpoest       | Oscar Verpoest      | Gregoire Michel     |
| 1979 | Hugo Verpoest       | Gregoire Michel     | Oscar Verpoest      |
| 1980 | Hugo Verpoest       | Gregoire Michel     | Danny Verschueren   |
| 1981 | Hugo Verpoest       | Oscar Verpoest      | Bernard Lemmens     |
| 1982 | Hugo Verpoest       | Oscar Verpoest      | Bernard Lemmens     |
| 1983 | Oscar Verpoest      | Hugo Verpoest       | Theo Willems        |
| 1984 | Oscar Verpoest      | Stephan Michiels    | Hugo Verpoest       |
| 1985 | Patrick Casaril     | Hugo Verpoest       | Danny Verschueren   |
| 1986 | Patrick Casaril     | Oscar Verpoest      | Hugo Verpoest       |
| 1987 | Bernard Lemmens     | Oscar Verpoest      | Fernand Marini      |
| 1988 | Stephan Michiels    | Bernard Lemmens     | Oscar Verpoest      |
| 1989 | Oscar Verpoest      | Hugo Verpoest       | Stephan Michiels    |
| 1990 | Stephan Michiels    | Patrick Casaril     | Oscar Verpoest      |
| 1991 | Oscar Verpoest      | Patrick Casaril     | Georges Hübner      |
| 1992 | Paul Nitsch         | Georges Hübner      | Danny Verschueren   |
| 1993 | Bernard Lemmens     | Paul Nitsch         | Stephan Michiels    |
| 1994 | Stephan Michiels    | Patrick Casaril     | Bernard Lemmens     |
| 1995 | Patrick Casaril     | Georges Hübner      | Danny Verschueren   |
| 1996 | Rudi Claes          | Georges Hübner      | Ronald Schalley     |
| 1997 | Georges Hübner      | Patrick Casaril     | Bernard Lemmens     |
| 1998 | Ronald Schalley     | Georges Hübner      | Yves Vandeberg      |
| 1999 | Georges Hübner      | Ronald Schalley     | Yves Vandeberg      |
| 2000 | Bernard Lemmens     | Ronald Schalley     | Georges Hübner      |
| 2001 | Marc De Meulenaere  | Yves Vandeberg      | Bryan Wollaert      |
| 2002 | Marc De Meulenaere  | Ewa Schalley        | Ronald Schalley     |
| 2003 | Ronald Schalley     | Patrick Casaril     | Georges Hübner      |
| 2004 | Ronald Schalley     | Bernard Lemmens     | Yves Vandeberg      |
| 2005 | Ronald Schalley     | Yves Vandeberg      | Bryan Wollaert      |
| 2006 | Bernard Lemmens     | Bryan Wollaert      | Stephan Michiels    |
| 2007 | Ronald Schalley     | Patrick Casaril     | Rudi Claes          |
| 2008 | Bernard Lemmens     | Bryan Wollaert      | Marc De Meulenaere  |
| 2009 | Patrick Casaril     | Marc De Meulenaere  | Jimmy Depaepe       |
| 2010 | Marc De Meulenaere  | Yves Vandeberg      | Eric Conrad         |
| 2011 | Bernard Lemmens     | Ronald Schalley     | Anthon Hanssens     |
| 2012 | Ronald Schalley     | Anthon Hanssens     | Bernard Lemmens     |
| 2013 | Patrick Casaril     | Ewa Schalley        | Jens Dekimpe        |
| 2014 | Jimmy Depaepe       | Ewa Schalley        | Ronald Schalley     |
| 2015 | Ronald Schalley     | Marc De Meulenaere  | Patrick Casaril     |
| 2016 | Ronald Schalley     | Jimmy Depaepe       | Ewa Schalley        |
| 2017 | Bryan Wollaert      | Ronald Schalley     | Hein De Cokere      |
| 2018 | Hein De Cokere      | Ewa Schalley        | Ronald Schalley     |
| 2019 | Ewa Schalley        | Keita Desmet        | Ronald Schalley     |
| 2020 | Hein De Cokere      | Stijn Kindt         | Jimmy Depaepe       |
| 2022 | Keita Desmet        | Ronald Schalley     | Ewa Schalley        |
| 2023 | Keita Desmet        | Marc De Meulenaere  | Jimmy Depaepe       |
| 2024 | Kenny Le Roy        | Keita Desmet        | Ewa Schalley        |

*2021  Geen BK wegens Covid.             